# Marc Köpp
Marc Köpp (* 10. Juli 1968 in Hamburg) ist ein deutscher Basketballtrainer. Er ist ehemaliger Trainer in der DBBL sowie Inhaber der A-Lizenz des Deutschen Basketball-Bundes.

## Karriere
Köpp, der als Spieler im Mai 1986 mit der Mannschaft des Johann-Rist-Gymnasiums den Schulwettbewerb Jugend trainiert für Olympia gewann, begann seine Laufbahn 1986 beim SC Rist Wedel e. V. eher zufällig durch eine Trainervertretung. Später machte er Stationen in Göttingen, Dorsten und Hamburg, kehrte aber immer zu seinem Heimatverein SC Rist Wedel zurück.
Köpp gewann als Trainer zahlreiche Meisterschaften im Erwachsenen- und Jugendbereich. Er wurde unter anderem viermal Deutscher Jugendmeister, 1998 und 2003 führte er jeweils Wedeler Jugendmannschaften zum Gewinn des Turniers Lundaspelen. Er führte die Damen des SC Rist Wedel 1995 in die 2. Bundesliga und 2000 in die 1. Bundesliga sowie als Liganeuling im Spieljahr 2000/01 ins Endspiel des DBB-Pokals. Nach der Saison 2000/01 wurde er als DBBL-Trainer des Jahres ausgezeichnet. Unter seiner Leitung spielte Wedel 2001/02 und 2002/03 im Europapokal. Vor dem Beginn der Saison 2005/06 übernahm er das Traineramt beim Bundesligisten BG Dorsten, Ende Januar 2006 kam es zur Trennung. 2007 wurde er als Assistenztrainer der weiblichen U18-Nationalmannschaft bei der EM in Spanien Neunter.
Das Training mit mehreren Nationalspielerinnen (u. a. Linda Fröhlich, Katharina Kühn, Dana Penno, Margret Skuballa, Anna Görg, Laura Rahn) führte Köpp schon früh in die Zusammenarbeit mit dem Basketballlehrer Ewald Schauer, an dessen Buch Wurftrainer Basketball er mitwirkte, und seitdem die technische Wurfausbildung zu den Schwerpunkten seiner Trainerarbeit zählt. In der Saison 2011/2012 betreute er in diesem Rahmen die NBBL-Mannschaft des Bramfelder SV (Hamburg) als Techniktrainer.
Seit 2007 ist Köpp als Referent in der Traineraus- und -fortbildung für Vereine und Verbände tätig. Zumal ist er seit 2010 stellvertretender Vorsitzender der Lehr- und Trainerkommission des Hamburger Basketball-Verbandes. Als Spieler gewann er mit Rist Wedel in den Jahren 2008 und 2009 den deutschen Meistertitel in der Altersklasse Ü35.
Zwischen 2012 und 2014 war Köpp zuerst Cheftrainer der Stormarn Wild Wings in der U17-Bundesliga WNBL (Saison 2012/13) und dann nach dem Zusammenschluss mit der U17 des SC Rist Wedel Trainer der Spielgemeinschaft Metropolitan Baskets Hamburg, ebenfalls in der WNBL (Saison 2013/14). Später war er wieder im Wedeler Nachwuchsbereich sowie als Auswahltrainer beim Hamburger Verband tätig. 2019 führte er die Wedelerinnen in der Altersklasse weibliche U14 zur Endrunde der Deutschen Meisterschaft, wo man den vierten Platz belegte. Beim SV Lurup brachte sich Köpp später als Trainer im weiblichen Bereich in die Nachwuchsarbeit ein.

## Trainerstationen
- 1986–1993 SC Rist Wedel e. V. (RL-Damen, Jugend)
- 1993–1996 BG 74 Göttingen e. V. (BL-Damen, OL-Herren)
- 1996–2004 SC Rist Wedel e. V. (Regionalliga, 2. DBBL, DBBL und Jugend)
- 2005–2006 BG Dorsten e. V. (DBBL und Jugend)
- 2006–2007 SC Alstertal-Langenhorn e. V. (Jugend)
- 2007–2008 Hamburger Basketball-Verband e. V.
- 2007–2011 SC Rist Wedel e. V. (2. DBBL und Jugend)
- 2012–2013 Stormarn Wild Wings/Ahrensburg (WNBL)
- 2013–2014 Metropolitan Baskets Hamburg (WNBL)
- 2011–2015 Hamburger Basketball-Verband e. V. (Kadertrainer männlich)
- 2016–2020 SC Rist Wedel e. V. (Jugend)
- 2018–2022 Hamburger Basketball-Verband e. V. (Kadertrainer weiblich)
- SV Lurup (Jugendtrainer weiblich)

## Erfolge/Auszeichnungen
- 1995 BG 74 Göttingen e. V. – Meister Damen 1. Regionalliga, Aufstieg in die Zweite Bundesliga
- 1996 BG 74 Göttingen e. V. – Meister Damen 2. Bundesliga
- 1997 SC Rist Wedel e. V. – Meister Damen 1. Regionalliga, Aufstieg in 2. Bundesliga
- 1997 SC Rist Wedel e. V. – Deutscher Meister weibliche B-Jugend
- 1998 SC Rist Wedel e. V. – Sieger Lundaspelen weibliche U19
- 1998 SC Rist Wedel e. V. – Deutscher Meister weibliche A-Jugend
- 2000 SC Rist Wedel e. V. – Meister Damen 2. Bundesliga, Aufstieg in die Erste Bundesliga[19]
- 2001 SC Rist Wedel e. V. – DBB-Vizepokalsieger Damen
- 2001 SC Rist Wedel e. V. – DBBL-Trainer des Jahres
- 2003 SC Rist Wedel e. V. – Sieger Lundaspelen weibliche U16
- 2003 SC Rist Wedel e. V. – Deutscher Meister weibliche U16
- 2004 SC Rist Wedel e. V. – Deutscher Meister weibliche U18
- 2019 SC Rist Wedel e. V. – 4. Platz Deutsche Meisterschaft weibliche U14